# Karin Waehner
Karin Waehner est une danseuse, chorégraphe et pédagogue française d'origine allemande, née le 12 mars 1926 à Gleiwitz en Haute-Silésie et morte le 10 février 1999 à Paris 3e.

## Biographie
Karin Waehner apprend la danse avec sa mère professeur de la technique Mensendieck à Dresde elle aborde également les principes d'Émile Jaques-Dalcroze puis suit les cours de Mary Wigman à Leipzig durant quatre ans (1946-1950).
Elle s'installe à Paris en 1953 où elle suit les cours de  Boris Kniaseff et du mime Étienne Decroux, aux côtés de Jean Serry, de Jacqueline Robinson, de Jerome Andrews ou encore Françoise et Dominique Dupuy.
Elle fréquente le fameux Studio 121 à la salle Pleyel, danse avec Jean Sery ex premier danseur de l'Opéra de Paris et rencontre Jacqueline Robinson, Françoise et Dominique Dupuy et Jérome Andrews. Une collaboration s'ensuivra au sein du Théâtre d'Essai de la Danse, association fondée et dirigée par Dinah Maggie, seul groupe de recherche qui permet à de jeunes créateurs de montrer leur travail. 
Elle obtient la nationalité française en 1958.
En 1959, elle fonde sa propre compagnie « Les ballets contemporains Karin Waehner », subventionnée par le ministère de la culture, avec laquelle elle crée plus de 40 chorégraphies. Le Labyrinthe, L'Attente, Les Chants d'Odetta, Discours primitif, Les Marches  toutes reflètent cette envie incontournable de dire avec le mouvement. Chaque spectacle fait l'objet d'un travail de recherche et d'improvisation avec les danseurs ainsi qu'avec des musiciens et des plasticiens. Il en ressort une œuvre accomplie, fidèle aux préoccupations de son temps. 
Accueillie en 1960 à la Schola Cantorum, première école en France à accepter la danse moderne, elle enseigne et développe une philosophie qui lui est propre. De nombreux danseurs viendront se former auprès d'elle découvrant la richesse d'un enseignement où se mêlent technique et créativité. 
Elle a  été notamment le professeur de Kilina Cremona, Jean Pomarès, Odile Cougoule, Jean Christophe Bleton, Angelin Preljocaj...
En 1978 elle est nommée professeur de danse contemporaine au conservatoire de musique et de danse de La Rochelle premier conservatoire en France à ouvrir une classe de danse contemporaine.
Elle travaille également avec les deux Américains d'origine allemande, Alwin Nikolais et Viola Farber, et a eu pour élève Angelin Preljocaj.
Elle décède le 10 février 1999 d'un cancer du cerveau.

### Hommages
Un espace Karin-Waehner a été créé à Castillon-de-Castets, en Gironde, des Universités d’été y sont organisées, nées de la volonté de faire vivre l’œuvre de Karin Waehner, chorégraphe allemande et figure de proue de la danse française contemporaine.

## Œuvres principales
- 1949 : L'Attente (1re version), solo
- 1955 : L'Attente (2e version), solo
- 1956 : Le Seuil, solo, création musicale Francisco Semprun
- 1957 : L'Appelé, solo, création musicale Francisco Semprun
- 1959 : Discours primitif sur les Tam Tam des Bahamas
- 1963 : L'Oiseau qui n'existe pas, solo, création musicale Paul Arma
- 1964 : Le Drap (1re version), en collaboration avec Xenakis
- 1965 : Poème, solo sur un texte de Daniel Gélin dit par lui-même en spectacle.
- 1968 : Le Drap (2e version), danse, musique et images projetées...
- 1971 : Six chants d'Odetta
- 1972 : Le Labyrinthe, création musicale Fernand Vandenbogaerde
- 1973 : Pas perdus, création musicale Jacques Lénot
- 1975 : Où allons nous ?
- 1978 : Ceux qui attendent, version collective du solo L'Attente
- 1980 : Les Marches
- 1982 : Sehnsucht (1re version), groupe
- 1989 : Sehnsucht (2e version), solo
- 1995 : Miroir brisé, duo

### Ouvrage
- Outillage chorégraphique (en collaboration avec Odile Cougoule), Paris, Vigot, 1993.

### Documentaire
- L'Empreinte du sensible de Marc Lawton, Sylvia Ghibeaudau et Odile Cougoule

### Vidéographie
- Isabelle Launay, « Karin Waehner, une artiste migrante »[7]